# Клосон (Јута)
Клосон (енгл. Clawson) град је у америчкој савезној држави Јута.

## Демографија
По попису из 2010. године број становника је 163, што је 10 (6,5%) становника више него 2000. године.
| Група             | 2000.       | 2010.       |
| Белци             | 148 (96,7%) | 158 (96,9%) |
| Афроамериканци    | 0 (0,0%)    | 0 (0,0%)    |
| Азијати           | 0 (0,0%)    | 0 (0,0%)    |
| Хиспаноамериканци | 0 (0,0%)    | 3 (1,8%)    |
| Укупно            | 153         | 163         |